# Dictya veracruz
Dictya veracruz är en tvåvingeart som beskrevs av Orth 1991. Dictya veracruz ingår i släktet Dictya och familjen kärrflugor. Inga underarter finns listade i Catalogue of Life.